# 1980年冬季奥林匹克运动会日本代表团
1980年冬季奧林匹克運動會日本代表團是日本派出的1980年冬季奧林匹克運動會代表團。這是該國第11次參加冬奧。最终由八木弘和在跳台滑雪项目上获得一枚银牌。